# Ervedal (Avis)
Ervedal is een plaats (freguesia) in de Portugese gemeente Avis en telt 689 inwoners (2001).